# Falu BS
Falu BS, Falu Bollsällskap, är en idrottsförening i Falun, bildad den 10 december 1935, efter en sammanslagning av Falu BK, Holmens IF, Falu SK och IFK Falun. 
Falu BS ”meste” spelare genom tiderna är Åke Gren, han har spelat för BS i såväl fotboll, bandy som ishockey i A, B och juniorlagen och gjort mål för alla lagen.

## Sektioner
Föreningen ombildades 1989 till en alliansförening med två medlemsföreningar:
- Falu BS BK
- Falu BS Fotboll

### Ishockey
Nedan en tabell över föreningens resultat i Division II i ishockey före sammanlagningen med Falu GIF.
| Säsong                                       | Division            | Placering | Upp-/nerflyttning |
| -------------------------------------------- | ------------------- | --------- | ----------------- |
| 1945/1946                                    | Division II Dalarna | 5         |                   |
| 1945/1946                                    | Division II Dalarna | 6         | nerflyttade       |
| 1946–1957 spelade man i lägre divisioner.    |                     |           |                   |
| 1957/1958                                    | Division II Östra A | 8         | nerflyttade       |
| 1958–1961 spelade man i Division III och IV. |                     |           |                   |
| 1961/1962                                    | Division II Östra A | 4         |                   |
| 1962/1963                                    | Division II Östra A | 6         |                   |
| 1963/1964                                    | Division II Östra A | 5         |                   |
| 1964/1965                                    | Division II Östra A | 5         |                   |
| 1965/1966                                    | Division II Östra A | 9         | nerflyttade       |

1966–1968 spelade man i lägre divisioner för att 1968 gå samman med Falu GIF till Falu IF.